# Christine Demmer
Christine Demmer, Geburtsname Christine Böllinger (* 8. Januar 1893 in Euskirchen; † 1969 in Bad Neuenahr-Ahrweiler) war eine deutsche Friseurmeisterin, die sich im Zweiten Weltkrieg für eine sowjetische Zwangsarbeiterin eingesetzt hat.

## Leben
Christine Demmer führte gemeinsam mit ihrem Mann in Bad Neuenahr-Ahrweiler ein Friseur- und Tabakgeschäft. 1941 verstarb ihr Mann und sie betrieb das Geschäft alleine weiter. Zur Hilfe, um die Arbeit bewältigen zu können, bekam sie die sowjetische Zwangsarbeiterin Pascha Sadoroschna Prekovia zugeteilt. Diese hatte sehr viel Heimweh und freundete sich in der Folge mit einem sowjetischen Kriegsgefangenen an, von dem sie 1943 schwanger wurde.
Als sich die Schwangerschaft nicht mehr verheimlichen ließ, wurde Christine Demmer mit der Zwangsarbeiterin zu einem NS-Arzt bestellt, der aufgrund einer Verordnung verpflichtet war, das ungeborene Kind abzutreiben. Es gelang Christine Demmer, dies zu verhindern, auch nachdem der leitende Arzt des Lazaretts im Kurhaus Bad Neuenahr eingeschaltet worden war. Dieser benachrichtigte aber die Gestapo Koblenz. Aus nicht bekannten Gründen wurde diese nicht aktiv und Pascha Sadoroschna Prekovia wurde Anfang 1944 im Anna-Kloster in Remagen Mutter eines Sohns. Die Kosten des Aufenthalts hatte Christine Demmer mit drei Kartons Seife aus ihrem Friseurgeschäft beglichen. Die junge Mutter wurde Anfang 1945 bei Heranrücken der alliierten Truppen mit dem Kind wie alle Kriegsgefangenen und Zwangsarbeiter in einem Sammeltransport deportiert. Über ihr weiteres  Schicksal ist nichts bekannt.
Christine Demmer hatte bis zur Befreiung vom Nationalsozialismus Angst vor einer Verhaftung durch die Gestapo. Sie leitete ihr Geschäft weiter und verstarb 1969.
Nachdem der Ortsbeirat von Bad Neuenahr dies schon im Februar 2009 angeregt hatte, wurde im März 2011 vom Stadtrat von Bad Neuenahr-Ahrweiler eine Straße in einem neuen Gewerbegebiet Christine-Demmer-Straße benannt, um ihre gezeigte Zivilcourage zu würdigen.